# Асанов, Сабырхан
Сабырхан Асанов (1937, аул Иирколь Туркестанского района Южно-Казахстанской области — 17 августа 1995, Алматы) — казахский поэт и переводчик.

## Биография
Работал в районной газете «Кировшылар үні», республиканской газете «Социалистік Қазақстан», журнале «Жұлдыз», газете «Қазақ әдебиеті». Первые стихи опубликовал в областной газете «Оңтүстік Қазақстан».
Вышли сборники стихов «Тұңғыш кітап» (1963), «Алматым менің жас шағым» (1968), «Шолпан» (1974), «Бақытымды жырлаймын» (1980), «Ақбота» (1976), «Қоштасқым келмейді» (1978), «Қызғалдақ күндер» (1981), «Көктемнің шуақты күндері» (1987), «Елу көктем» (1990).
Перевёл на казахский язык произведения Дж. Г. Байрона, С. Токтогула, Я. Купалы, Е. Евтушенко, А. Ф. Фанзы, С. Данилова, Р.Гамзатова, И.Абашидзе. Стихи Асанова переведены на русский, немецкий, латышский, татарский, башкирский, якутский и киргизский языки.